# John Manners (markiz)
John Manners, markiz Granby (ur. 2 stycznia 1721 w Kelham w hrabstwie Nottinghamshire, zm. 18 października 1770 w Scarborough) – brytyjski arystokrata, wojskowy i polityk, dowódca brytyjski podczas wojny siedmioletniej.

## Wczesne lata życia
Był najstarszym synem Johna Mannersa, 3. księcia Rutland, i Bridget Sutton, córki 2. barona Lexinton. Wkrótce po narodzinach otrzymał tytuł grzecznościowy „markiza Granby”, przysługujący najstarszemu synowi księcia Rutland.
Wykształcenie odebrał w Eton College oraz w Trinity College na Uniwersytecie Cambridge. W 1741 r. został wybrany do Izby Gmin z kontrolowanego przez jego rodzinę okręgu Grantham. Cztery lata później otrzymał etat pułkownika w regimencie powołanym przez jego ojca w celu stłumienia powstania jakobickiego w Szkocji.
W tym czasie Granby doczekał się dwójki nieślubnych dzieci z nieznaną z imienia kochanką. Byli to: George Manners (późniejszy deputowany z okręgu Scarborough) oraz Anne Manners, żona Johna Mannersa-Suttona.

## Małżeństwo
3 września 1750 r. poślubił lady Frances Seymour (1728–1761), córkę Charlesa Seymoura, 6. księcia Somerset. John i Frances mieli razem trzech synów i trzy córki:
- John Manners (29 sierpnia 1751 – 2 czerwca 1760), lord Roos
- Frances Manners (24 marca 1753 – 15 października 1792), żona George’a Carpentera, 2. hrabiego Tyrconnel, i Philipa Anstruthera, miała dzieci z pierwszego małżeństwa
- Charles Manners (15 marca 1754 – 24 października 1787), 4. książę Rutland
- Catherine Manners, zmarła młodo
- Robert Manners (6 lutego 1758 – 23 kwietnia 1782)
- Caroline Manners, zmarła młodo

## Kariera w parlamencie
W 1752 r. rząd Henry’ego Pelhama zasugerował królowi Jerzemu II nominację Granby’ego na prestiżowe stanowisko pułkownika Królewskiej Gwardii Konnej (Royal Horse Guards), aby zapewnić rządowi parlamentarne wsparcie Mannersów i ich klientów. Król odmówił nominacji ze względu na niedoświadczenie Granby’ego.
Tymczasem Granby kontynuował karierę w parlamencie. W 1754 r. zmienił okręg wyborczy na Cambridgeshire. Związał się wówczas z frakcję rządowych wigów lorda Roystona. Aktywnym poparciem dla gabinetu Newcastle’a Granby zyskał uznanie w oczach króla. W 1756 r. otrzymał stopień generała-majora, a w 1758 r. został wreszcie pułkownikiem Królewskiej Gwardii Konnej.

## Wojna siedmioletnia
W tym samym 1758 r. Granby został wysłany na kontynent, gdzie dowodził brygadą w brytyjskim kontyngencie, który miał wziąć udział w wojnie siedmioletniej na froncie niemieckim. W październiku Granby został już zastępcą dowódcy kontynentu. W lutym 1759 r. został awansowany do stopnia generała-porucznika.
Pierwszą większą bitwa w karierze Granby’ego była bitwa pod Minden 1 sierpnia 1759 r. Bitwa ta okazała się punktem wyjścia do jego dalszej kariery, kiedy za niewykonanie rozkazu zdymisjonowany został dowódca kawalerii, generał Sackville. Granby rychło został dowódcą całego brytyjskiego kontynentu w sojuszniczej armii księcia Brunszwickiego. Na początku 1760 r. podlegało mu bezpośrednio 32 000 kudzi.
W tym czasie Granby zastąpił także Sackville na stanowisku zastępcy generała artylerii. Podczas sądu polowego nad Sackvillem stwierdził, że oskarżony zbyt opieszale prowadził działania kawalerii. Wprawdzie Granby wnioskował o zwolnienie Sackville’a z odpowiedzialności, jednak skazujący wyrok sądu nastawił Sackville’a przeciwko Granby’emu.
Tymczasem Granby odnosił sukcesy na polach bitew wojny siedmioletniej. 31 lipca 1760 r. dowodząc szarżami kawalerii walnie przyczynił się do sukcesu sprzymierzonych pod Warburgiem. 15 lipca 1761 w bitwie pod Vellinghausen powstrzymał atak Francuzów na wzgórze Dünckerburg, co spotkało się ze słowami uznania ze strony głównodowodzącego. Następnego dnia poprowadził kontratak, który zepchnął Francuzów z pola bitwy. Dowodzący stroną przeciwną książę de Broglie był pod takim wrażeniem postawy Granby’ego, że zakupił portret markiza autorstwa Joshui Reynoldsa.
Podczas ostatniej kampanii tej wojny Granby brał udział w bitwach pod Gravenstein, Wilhelmsthal, Hombergiem, Gudesbergiem i Cassel. Szczególne pochwały uzyskał za postawę pod Wilhelmsthal, gdzie śmiałym manewrem odciął francuską ariergardę od sił głównych. Ostatni raz w polu dowodził pod Brückermühl, gdzie poprowadził dwie brygady z odsieczą dla generała Zastrowa.

## Kariera polityczna

### Generał artylerii
Pomimo sukcesów na polu bitwy Granby był często krytykowany za zaniedbania na polu dyscypliny oraz brak zdolności w administracji wojskowej. Lord Frederick Cavendish postulował nawet pozbawienie Granby’ego stanowiska dowódcy. Mimo tych zarzutów sukcesy na froncie oraz dbałość o podkomendnych zaskarbiła markizowi sporą sympatię. Wielką popularnością cieszył się obraz Edwarda Penny’ego, przedstawiający generała odwiedzającego chorego żołnierza. Po zakończeniu wojny siedmioletniej został w 1763 r. generałem artylerii w rządzie George’a Grenville’a.
Granby popierał działania rządu przeciwko radykalnemu deputowanemu Johnowi Wilkesowi, ale sprzeciwił się dymisji oficerów, którzy w 1765 r. głosowali przeciwko rządowi. W maju 1765 r. lord Halifax próbował nakłonić króla Jerzego III, aby powołał Granby’ego na stanowisko głównodowodzącego armii. Halifax miał nadzieję, że popularność Granby’ego przyczyni się do wygaśnięcia protestów londyńskich tkaczy. Król jednak odmówił, ponieważ obiecał to stanowisko księciu Cumberland.
Gabinet Grenville’a upadł w 1765 r., ale Granby pozostał na dotychczasowym stanowisku w gabinecie lorda Rockinghama. Nie brał jednak czynnego udziału w pracach gabinetu i głosował przeciwko odwołaniu ustawy o opłacie skarbowej (Stamp Act 1765).

### Naczelny dowódca armii
Kiedy w 1766 r. nowym premierem został lord Chatham, Granby otrzymał dodatkowo stanowisko naczelnego dowódcy Sił Zbrojnych. Pozostał na obu stanowiskach także kiedy w 1768 r. Chathama zastąpił książę Grafton. Granby sprzeciwiał się działaniom rządu mającym na celu usunięcie z parlamentu deputowanego Johna Wilkesa, ale osobista niechęć do deputowanego sprawiła, że 3 lutego 1769 r. Granby zagłosował ostatecznie za pozbawieniem Wilkesa mandatu parlamentarnego.
Ta decyzja przesądziła o dalszych politycznych losach Granby’ego. W tym czasie gabinet Graftona stał się celem ataków tajemniczego „Juniusa”, który publikował w prasie listy oskarżające członków gabinetu o nieudolność i korupcję. Junius nie oszczędzał nawet Granby’ego, który jednak jako bohater wojny siedmioletniej mógł wyjść z tej fali krytyki obronną ręką, jednak jego postępowanie w sprawie Wilkesa dało jego przeciwnikom dodatkowy powód do krytyki.

## Ostatnie lata
W styczniu 1770 r. Granby zrezygnował ze stanowisk generała artylerii i głównodowodzącego armii. Pozostał jednak na stanowisku pułkownika Królewskiej Gwardii Konnej. Po rezygnacji ujawniły się finansowe problemy Granby’ego, który po utracie rządowych dochodów nie mógł spłacić wszystkich wierzycieli. Do tego doszedł pogarszający się stan zdrowia.
Lord Granby zmarł 18 października 1770 r., na 9 lat przed swoim ojcem.